# Федорчук Сергій Анатолійович
Сергій Анатолійович Федорчук (14 березня 1981, Вінниця) — український шахіст, гросмейстер (2002).
Його рейтинг станом на січень 2025 року — 2556 (313-те місце у світі, 18-те в Україні).

## Кар'єра

### 1995–2012
У 1995 році Сергій Федорчук став переможцем юніорського чемпіонату Європи (до 14 років), який проходив в французькому місті Верден.
У травні 2002 року посів 2 місце в 71-му чемпіонаті України, що проходив в Алушті.
У травні 2006 року з результатом 7 очок з 9 переміг на турнірі Дубай Опен.
Також у 2006 році Сергій Федорчук з результатом 8 очок з 9 можливих (+7-0=2) переміг на турнірі з швидких шахів, що проходив в іспанському місті Баньолас.
У 2008 році розділив 1-8 місця (7 очок з 9 можливих) на 24 міжнародному турнірі в французькому місті Каппель-ла-Гранд.
У вересні 2009 році посів друге місце на турнірі Ile-de-France Paris Championship (Париж), а в березні 2010 році 1 місце на турнірі в Нанті

### 2013
У травні 2013 року зайнявши прохідне 22 місце на Чемпіонаті Європи кваліфікувався на Кубок світу ФІДЕ 2013 року.
У серпні 2013 року кубку світу ФІДЕ поступився в першому колі молодому російському шахісту Даніїлу Дубову з рахунком 0-2.
У листопаді 2013 року Сергій Федорчук, як резервний шахіст, дебютував у складі збірної України на командному чемпіонаті Європи, що проходив в Варшаві. Сергій набравши 3½ очка з 6 можливих (+2=3-1), показав шостий результат (турнірний перфоменс склав 2606 очка), серед резервних шахістів, що дозволило збірній України зайняти скромне 9 місце серед 38 країн.

### 2014
У лютому 2014 року Федорчук з результатом 7 очок з 9 можливих (+5-0=4) посів 2-е місце на престижному опен-турнірі Меморіал Д.Бронштейна, що проходив в Мінську, поступившись за додатковими показниками грузинові Баадуру Джобаві
Наприкінці лютого 2014 року Сергій Федорчук посів 1-е місце на турнірі з швидких шахів «Меморіал Володимира Петрова 2014», що проходив Латвії. Набравши 12 очко з 15 можливих Сергій на ½ очка випередив білоруса Олексія Олександрова.
У травні 2014 року, набравши 7½ очок з 9 можливих (+6-0=3), Сергій Федорчук став переможцем III Міжнародного шахового турніру «Open Internacional LLucmajor 2014», що проходив в Льюкмайорі (Балеарські острови, Іспанія).
У жовтні 2014 році Сергій Федорчук посів 2 місце на турнірі з швидких шахів, що проходив на Корсиці, поступившись в фіналі з рахунком 0-2 чемпіонці світу серед жінок Хоу Іфань. При цьому в півфінальному поєдинку Федорчук переміг віце-чемпіона світу Віші Ананда з рахунком 1½ на ½ очка.
У грудні 2014 року з результатом 4 очка з 9 можливих (+4-5=0), Сергій посів лише 103 місце на турнірі «Qatar Masters Open 2014», а також посів 16 місце на чемпіонаті Європи з швидких шахів (+7-1=3) та 47 місце на чемпіонаті Європи з бліцу, що проходили в Вроцлаві.

### 2015
У лютому 2015 року Федорчук посів 2-е місце на 11-у міжнародному турнірі, що проходив у Вандевр-ле-Нансі (Франція). Його результат 7 очок з 9 можливих (+5-0=4).
У квітні 2015 року з результатом 7½ очок з 9 можливих (+6-0=3) переміг на турнірі «1 Open internacional Amic Hotel», що проходив на Мальорці.
, а також набравши 5½ очок з 9 можливих (+3-1=5) посів 7 місце на 23-у міжнародному турнірі. що проходив у м.Мец.
У липні 2015 року, набравши 7½ очок з 9 можливих (+6-0=3), Сергій переміг на турнірі «30eme Open International d'Echecs d'Avoine», що проходив в Авуані (Франція).
У жовтні 2015 року з результатом 7 очок з 9 можливих (+5-0=4) посів 3 місце на опен-турнірі, що проходив у м.Кап д'Агд (Франція).
У грудні 2015 року посів 9 місце на чемпіонаті України, що проходив у Львові. Його результат 4½ очки з 11 можливих (+3-5=3).

## Результати виступів у чемпіонатах України

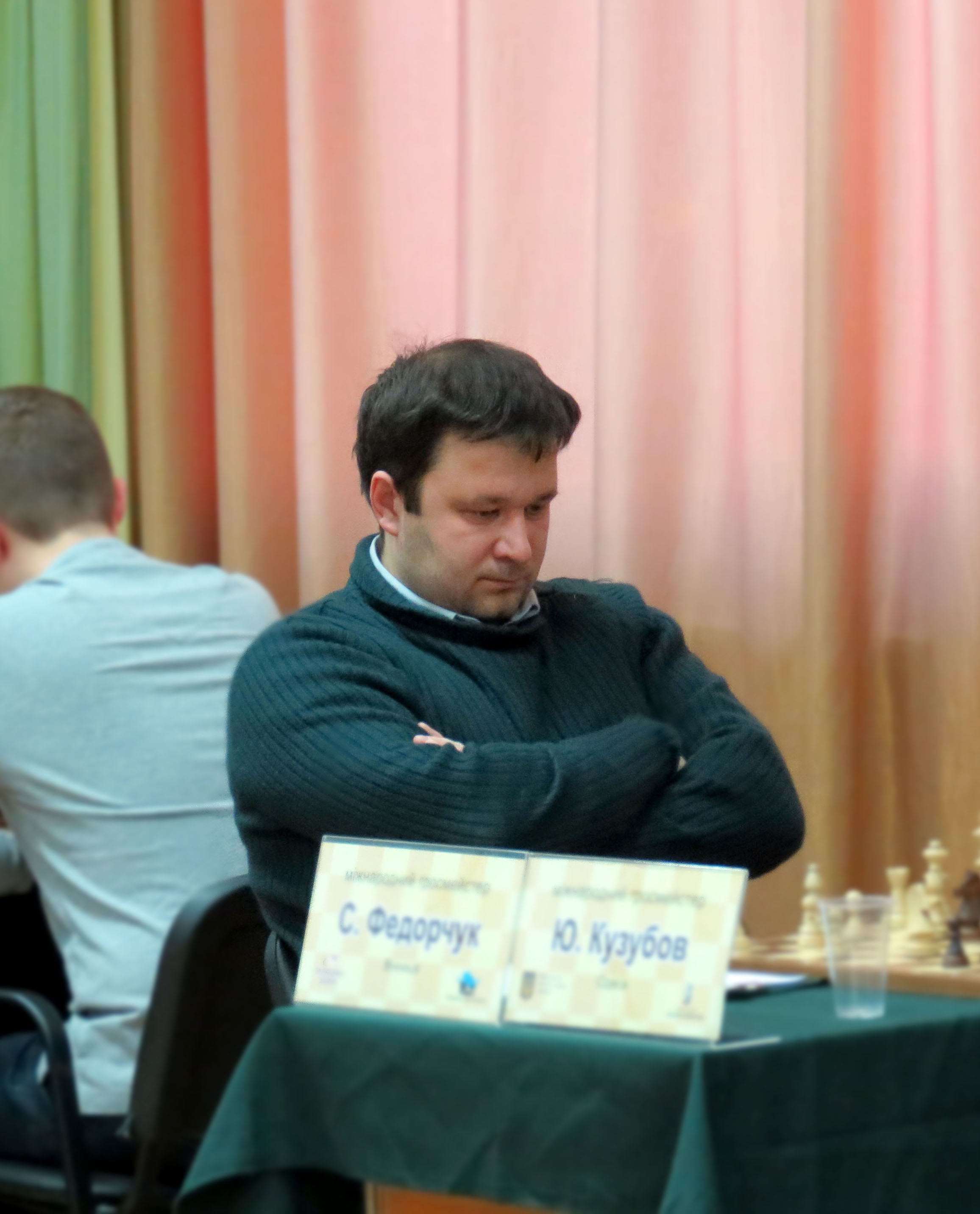
Сергій Федорчук, чемпіонат України 2015

Сергій Федорчук зіграв у 11-ти фінальних турнірах чемпіонатів України, набравши загалом 50½ очок із 95 можливих.
| Рік  | Місто           | Турнір                 | + | − | = | Результат | Місце   |
| ---- | --------------- | ---------------------- | - | - | - | --------- | ------- |
| 1994 | Алушта          | 63-й чемпіонат України | 5 | 4 | 0 | 5 з 9     | 40 — 64 |
| 1995 | Дніпропетровськ | 64-й чемпіонат України | 2 | 3 | 4 | 4 з 9     | 32 — 40 |
| 1996 | Ялта            | 65-й чемпіонат України | 2 | 4 | 5 | 4½ з 11   | 68 — 81 |
| 1998 | Алушта          | 67-й чемпіонат України |   |   |   | 6 з 9     | 20      |
| 2000 | Севастополь     | 69-й чемпіонат України | 6 | 3 | 0 | 6 з 9     | 12 — 21 |
| 2001 | Покров          | 70-й чемпіонат України | 2 | 3 | 4 | 4 з 9     | 18 — 22 |
| 2002 | Алушта          | 71-й чемпіонат України | 6 | 1 | 2 | 7 з 9     | — 4     |
| 2004 | Харків          | 73-й чемпіонат України | 1 | 1 | 2 | 2 з 4     | 1/8     |
| 2005 | Рівне           | 74-й чемпіонат України | 1 | 1 | 2 | 2 з 4     | 1/8     |
| 2012 | Київ            | 81-й чемпіонат України | 3 | 3 | 5 | 5½ з 11   | 5       |
| 2015 | Львів           | 84-й чемпіонат України | 3 | 5 | 3 | 4½ з 11   | 9       |